# Zog I
Zog I (n. Ahmed Muhtar bey Zogolli, în albaneză Naltmadhnija e tij Zogu I, Mbreti i Shqiptarëve; n. 8 octombrie 1895, Burgajet⁠(d), Districtul Mat, Regiunea Dibër, Albania – d. 9 aprilie 1961, Suresnes, Région parisienne, Franța) a fost liderul Albaniei până la ocuparea țării de către Italia Fascistă. A fost mai întâi prim-ministru (între 1922 și 1924), apoi președinte (între 1925 și 1928) și în cele din urmă rege (între 1928 și 1939).